# Hendrik Bunders
Hendrik Bunders (Nijmegen, 30 september 1892 - Hilversum, 16 april 1965) was een Nederlands architect.
Bunders was gevestigd in Hilversum en heeft vooral gebouwen in Hilversum en omgeving, het Gooi, ontworpen en ook protestantse kerkgebouwen in andere delen van Nederland. Tot zijn werken behoren een gebouw uit 1931 op de Lage Naarderweg 76-78 in Hilversum en het Servicestation uit 1950 aan de Larenseweg in Hilversum, beide op de gemeentelijke monumentenlijst geplaatst, en de Nieuw-Apostolische kerk uit 1931 aan de Johan Willem Frisostraat in Sneek.

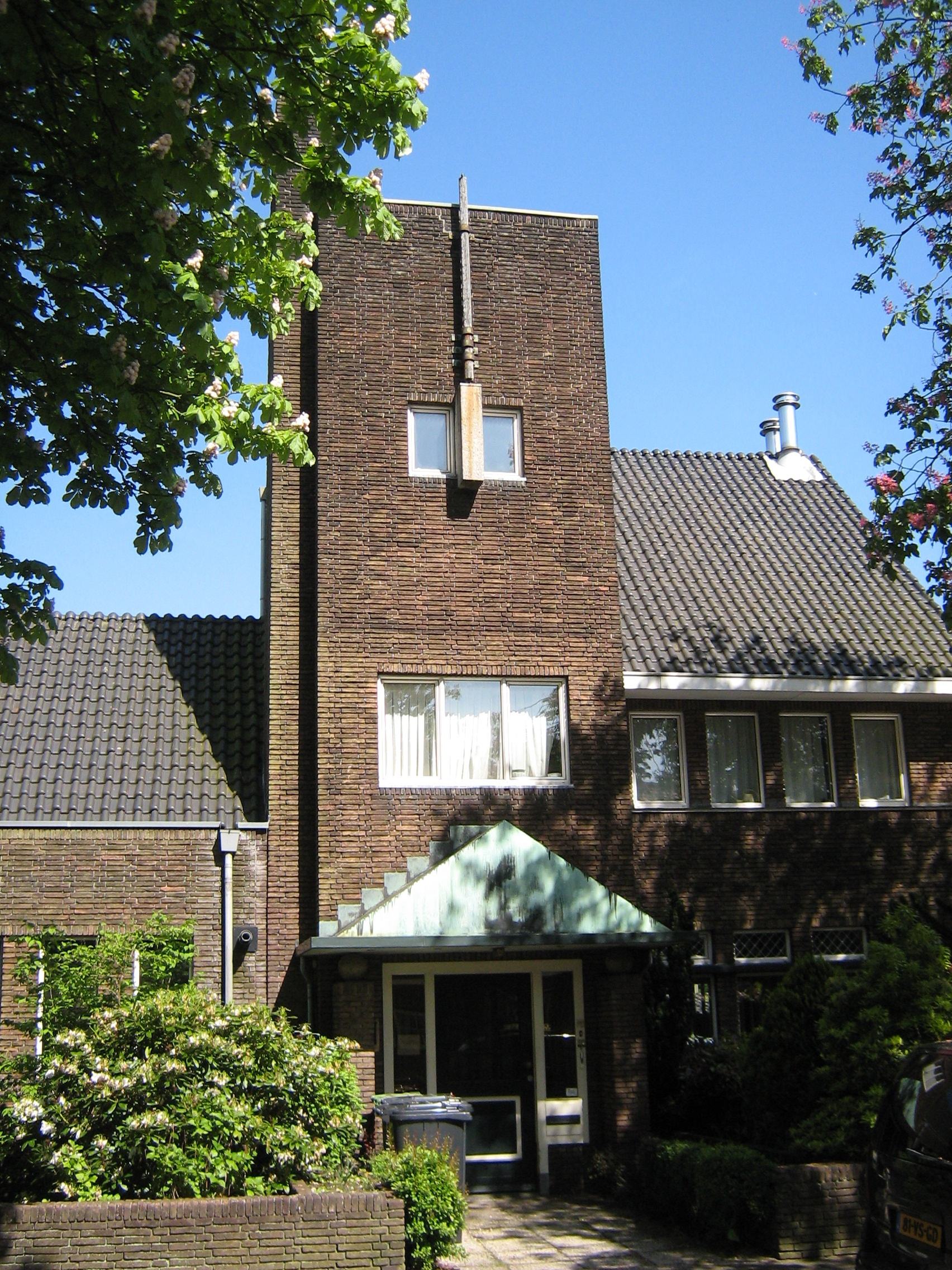
Lage Naarderweg 76-78, Hilversum
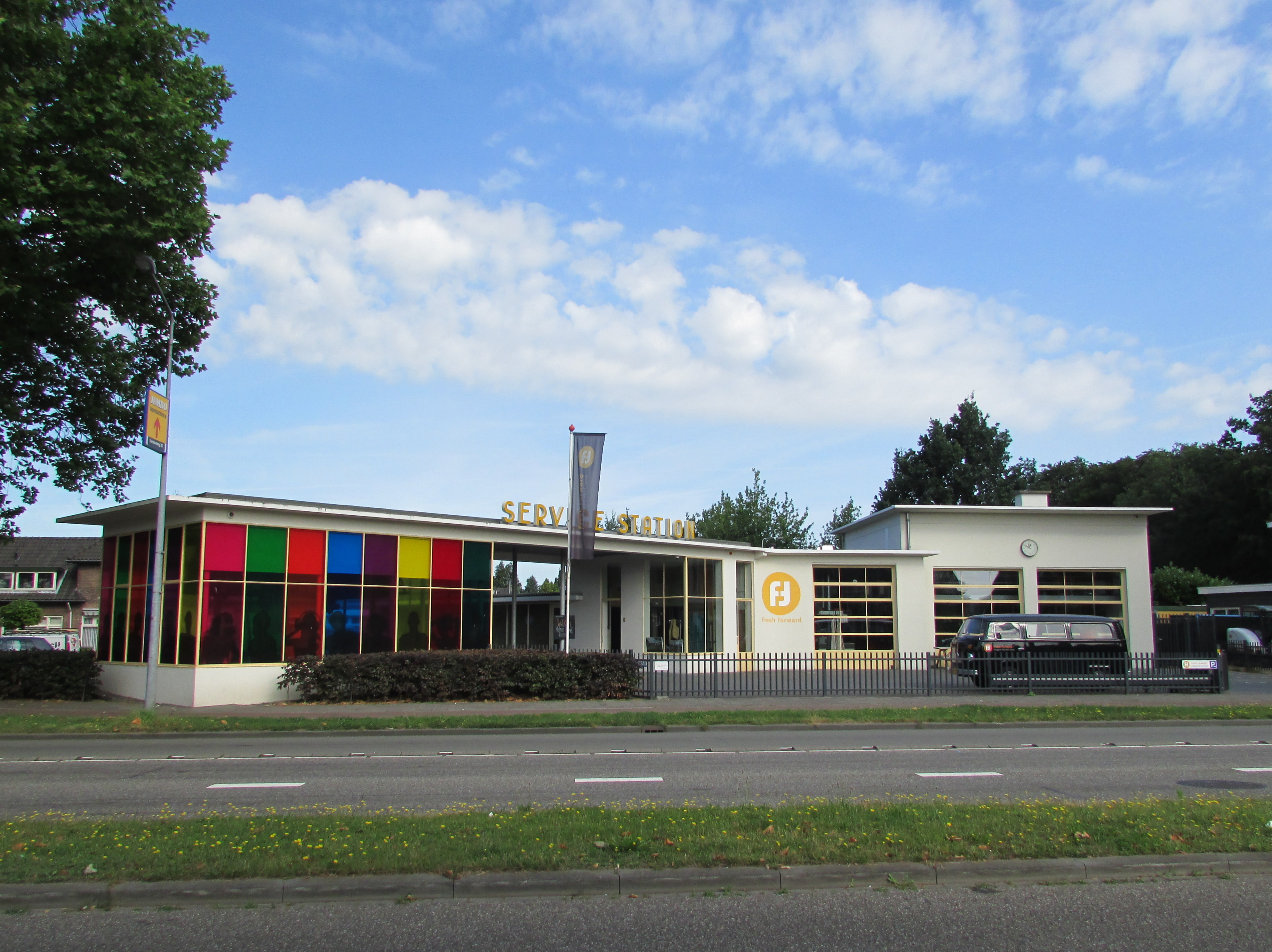
Servicestation in Hilversum